# Алън Синфилд
Алън Синфилд (на английски: Alan Sinfield; р. 1941 г., Брайтън, Източен Съсекс, Англия) e английски литературен теоретик.
Известен е с изследванията си върху Шекспир, джендърните изследвания, модерния театър и др. Представител е на Културния материализъм – английския събрат на американския Нов историцизъм.

## Избрана библиография

### Авторски книги
- The Language of Tennyson's „In Memoriam“ (Езикът на Тенисоновите „In Memoriam“). Blackwell, 1971.
- (в съавторство с Питър Уилсън) The Language of Poetry (Езикът на поезията). Sussex Tapes, 1975.
- Literature in Protestant England, 1560 – 1660 (Литературата в протестантска Англия, 1560 – 1660). Croom Helm, 1983, 160 p.
- Alfred Tennyson (Re-Reading Literature) (Алфред Тенисън (Препрочитайки литературата). Blackwell, 1986.
- Literature, Politics and Culture in Postwar Britain (Литературата, политиката и културата в следвоенна Великобритания). University of California Press, 1989, 345 р.
- Faultlines: Cultural Materialism and the Politics of Dissident Reading (Демаркационни линии: Културният материализъм и политиката на дисидентското четене). Oxford University Press, 1992, 365 p.
- The Wilde Century: Effeminacy, Oscar Wilde and the Queer Moment (Векът на Уайлд: Мъжката женственост, Оскал Уайлд и педерастичният момент). Columbia University Press, 1994, 216 p.
- Gay and After: Gender, Culture and Consumption (Гей и след това: Полът, културата и консуматорството). Serpent's Tail, 1998, 240 p.
- Out on Stage: Lesbian and Gay Theatre in the Twentieth Century (Извън сцената: Лесбийският и гей театър през ХХ век). Yale University Press, 1999, 407 p.
- On Sexuality and Power (За сексуалността и властта). Columbia University Press, 2004, 224 p.
- Shakespeare, Authority, Sexuality: Unfinished Business in Cultural Materialism (Шекспир, авторството, сексуалността: Несвършената работа на културния материализъм). Routledge, 2006, 240 p.

### Редакция и съставителство
- Political Shakespeare: Essays in Cultural Materialism (Политическият Шекспир: Студии по културен материализъм) (съсъставител заедно с Джонатан Долимор). Cornell University Press (North America); Manchester University Press (UK), 1985.[1]